# Société en commandite
Une société en commandite, ou société en commandite simple (SCS) est une forme de société dans laquelle un commanditaire fournit l'essentiel des fonds mais confie la gérance de la société au commandité, qui dispose de prérogatives accrues à raison des plus grands risques encourus. Cette forme est aujourd'hui rare, mais néanmoins présente dans plusieurs systèmes civilistes.
Il convient de la distinguer de la société en commandite par actions (SCA), plus fréquente. 
La loi no 2015-990 du 6 août 2015[Où ?] a créé la société de libre partenariat (SLP) qui est une forme particulière de société en commandite simple.

## Genèse historique

### Moyen Âge
Le Moyen Âge connaît déjà un type d'entreprise très similaire à la société en commandite simple. Il résulte d'une coutume propre au commerce maritime. Le contrat de commande (en latin : comendare signifie « confier ») intervient entre un marin (capitaine) et un capitaliste (bourgeois). Ce dernier fournissait, soit le navire, soit les marchandises, soit les fonds, contre la promesse de participer aux bénéfices de l'expédition. Le bailleur de fonds risquait donc uniquement de perdre sa mise ; quant au capitaine, il risquait sa vie.
À terre, la société en nom collectif a été pratiquement la seule forme de société jusqu'au XIIe siècle, mais lorsque l'Occident[Qui ?] a connu une importante phase d'essor commercial elle a rapidement montré ses limites[Selon qui ?]. D'abord, la société en nom collectif était surtout adaptée aux activités de faible envergure. Ensuite, seuls les commerçants pouvaient constituer une telle société. Or, de nombreux investisseurs potentiels, comme les bourgeois ou les nobles, ne voulaient ou ne pouvaient participer à la gestion des entreprises. En outre, la prohibition du prêt à intérêts par l'Église catholique (jusqu'à la Révolution française) représentait encore une contrainte supplémentaire pour l'accroissement de l'activité économique. Les commerçants, les rédacteurs d’actes, les notaires, ont alors inventé une nouvelle variante de société[Selon qui ?] pour trouver de l’argent : la commandite ou société en commandite.
La commandite est une société où les associés sont divisés en deux catégories : les commandités, généralement des commerçants, qui apportent leur compétence et qui gèrent l'activité ; et les commanditaires, qui apportent de l'argent, mais à qui il est interdit de prendre part à la gestion de la société, et qui ne sont pas responsables au-delà de leur apport. Leur situation est assez proche de celle de prêteurs. La commandite a permis d’étendre la quantité d’épargne qui pouvait être investie dans l'essor économique.

### Époque moderne
Cependant, au bout de trois ou quatre siècles, la commandite a elle aussi montré ses limites quant à l'ampleur des investissements qu'elle était capable de rassembler. Lorsque les États européens ont décidé de se consacrer à la découverte et l’exploitation des Amériques, ils ont concédé à des entités ad hoc le soin de mener les expéditions. Ces entités, créées par une charte royale, personnes morales de droit public, lançaient des missions d'exploration et de commerce, grâce au financement de riches négociants. Ces compagnies de commerce ont bénéficié de prérogatives régaliennes de plus en plus importantes, par délégation du pouvoir royal, comme la capacité de posséder leur propre armée, de signer des traités locaux, d'administrer des colonies et des comptoirs installés de façon permanente.
Seulement, le succès même de ces activités de colonisation impliquait que les sommes réunies par les investisseurs soient bloqués pendant une longue période, ce qui pouvait dissuader certains investisseurs, aussi la Compagnie néerlandaise a inventé la possibilité, pour un investisseur, de l’acquitter (de vendre) sa participation à un tiers qui accepte de la racheter, qui vient donc se substituer au cédant au sein de la compagnie, en devenant à son tour membre de la compagnie. Cette possibilité de vendre la participation à un tiers, et donc de récupérer la valeur de sa participation, sans affecter les sommes investies, c’est l’action. Ce dispositif rendait l’investissement liquide, et donc beaucoup plus attractif.
Les actions des compagnies de commerce se sont mises à circuler aussi facilement que n’importe quel bien. Corrélativement, elles ont circulé là où circulaient les biens, c’est-à-dire les bourses : les marchands qui se réunissaient pouvaient se vendre des marchandises, et ils ont accepté que les vendeurs d’action se mélangent à eux et viennent vendre les actions des compagnies de commerce.
À la fin du XVIIIe siècle, il s’est opéré un rapprochement entre les compagnies de commerce et les sociétés. On a vu apparaître des sociétés en commandite par actions, dans lesquelles la participation des commanditaires était représentée par des actions.
Auparavant, la seule façon de quitter une société, c’était la dissolution de la société. À partir du moment où la participation des commanditaires a été représentée par des actions, les commanditaires ont pu quitter la société sans pour autant qu’il y ait rupture du contrat et arrêt de l’activité. Rapidement, on a vu apparaître des compagnies de commerce, qui émettaient des actions, qui n’avaient plus aucun lien avec l’exploration et la colonisation, mais qui avaient une activité purement commerciale.
L'une des sociétés en commandite simple les plus connues aujourd'hui est Bloomberg LP (LP signifie Limited Partnership, l'équivalent américain d'un SCS).

## Droit français
Le régime actuel de la société en commandite est issu de la loi no 66-537 du 24 juillet 1966 (abrogée depuis le 1er janvier 2001) sur les sociétés commerciales, incorporée aux articles L222-1 et suivant du Code de commerce. Elle mélange les caractéristiques de deux formes d'entreprise : société en nom collectif (SNC) et société à responsabilité limitée (SARL et variantes).
Il s'agit d'une société commerciale par sa forme au terme de l'article L210-1 du Code de commerce.

### Associés
Cette société n'a pas été désignée par la loi comme une société unipersonnelle. De ce fait, elle doit être composée d'au moins deux associés : un commandité et un commanditaire :
- Associé en nom ou « commandité » : a le même statut que l'associé en nom collectif. De ce fait, il a la qualité de commerçant et sa responsabilité est dite illimitée et solidaire pour les dettes sociales. Les parts de l'associé commandité ne sont cessibles qu'à l'unanimité des associés.
- Associé en capitaux  ou « Commanditaire » : n'importe qui peut être associé, tant qu'il ne s'agit pas d’une personne en incapacité juridique ou frappée d'interdiction (régime des incompatibilités). Sa responsabilité des dettes sociales est limitée à hauteur de son apport. Il ne peut faire aucun acte de gestion externe même s'il dispose d'une procuration à cet effet.

### Apports et le capital social
Pour les associés commandités : il peut s’agir des trois types d’apport (numéraire - capital, nature - biens ou droits, industrie - travail, connaissances techniques, etc.).
Pour les associés commanditaires : il ne peut pas s’agir d’apport en industrie. Leurs apports doivent être libérés.

### Formalités
On exige plus de transparence de la part des associés : mention obligatoire. Ex : les statuts doivent indiquer quelle est la part de chaque associé commandité ou commanditaire dans les apports. Cette société est soumise aux mêmes règles de publicité : insertion d'un avis de constitution dans un journal d'annonces légales, dépôt du dossier de constitution au greffe d'un tribunal, immatriculation au registre du commerce et des sociétés, insertion d'un avis au Bulletin officiel des annonces civiles et commerciales. Si ces formalités ne sont pas accomplies, la société est nulle et cette nullité sera inopposable aux tiers. La dénomination sociale : rien de particulier par rapport aux autres sociétés.

### Administration
Le gérant ne doit pas obligatoirement être choisi parmi les associés commandités. Les tiers doivent avoir confiance dans le gérant : un commanditaire ne doit pas s’immiscer dans la gestion de la société vis-à-vis des tiers même s’il a une procuration pour cela. S’il le fait, la sanction est très lourde, l’associé commanditaire devient solidairement et indéfiniment tenu des dettes qui résulteront de sa gestion. Si son intervention est habituelle, il peut être condamné à l’ensemble des dettes sociales.
Les associés ont le droit de décider des modalités de prise de décision fixées librement par les statuts. Ils peuvent également participer aux décisions à caractère extraordinaire : la loi fixe le quorum (unanimité pour les commandités ; majorité en nombre et en capital pour les commanditaires).

### Fiscalité
- La part des bénéfices perçus par les associés commandités est soumise à l'impôt sur le revenu dans la catégorie des BIC (Bénéfices industriels et commerciaux) ;
- La part des bénéfices reçus par les associés commanditaires relève de l'Impôt sur les sociétés en France payé par la société puis ces bénéfices sont taxés entre les mains des commanditaires comme les dividendes.

La société a la possibilité de soumettre la totalité de son bénéfice imposable à l'impôt sur les sociétés sur option. Cette option est irrévocable.

### Dissolution
Lorsque toutes les parts sociales sont réunies en une seule main, et que les associés ne régularisent pas, il y a dissolution.
- redressement, liquidation judiciaire, interdiction d’exercer une profession commerciale pour un commandité.
- incapacités mais les statuts ou les associés plus tard à l’unanimité peuvent décider la continuation.
- décès d’un associé : s’il est commandité, la société  ne peut être dissoute sauf mention dans les statuts (après le décès, les associés ne peuvent pas décider la continuation). S’il y avait un seul commandité, la société a un an pour se transformer en SA ou SARL ou bien pour trouver un autre associé commandité. S'il n'y a pas de solution, dissolution.

## Droit québécois

### Législation applicable
La société en commandite est l'une des quatre formes de société reconnues par le Code civil du Québec, avec la société en nom collectif, la société en participation et la société par actions. Les dispositions applicables se trouvent aux articles 2236 à 2249 du Code et sont suppléées, si nécessaire, par les dispositions applicables à la société en nom collectif.
La société en commandite reste assez peu fréquente par rapport à la société en nom collectif ou la société par actions.

### Commanditaire et commandité
La société en commandite a pour particularité de comporter deux types d'associés. Le commandité est une personne physique ou morale qui administre la société et qui est responsable des dettes et des obligations de la société à l'égard des tiers.
Le commanditaire, également une personne physique ou morale, ne peut participer à l'administration. Sa responsabilité se limite, en revanche, à ce qu'il a contribué à la société.
Si le commanditaire participe à l'administration de la société ou agit avec des tiers en tant que représentant de la société, il peut cependant être tenu responsable des obligations et des dettes contractées par la société, et ce au-delà de son apport.

### Autres particularités
À la différence du droit français, la société en commandite ne dispose pas d'une personnalité juridique propre (personne morale). Elle dispose cependant de certains attributs de la personnalité juridique, comme le fait de posséder un patrimoine propre, distinct de ceux des associés. Elle peut également faire un appel public à l'épargne et peut ester en justice.
Afin de pouvoir exercer ses activités, la société en commandite doit être immatriculée auprès du Registraire des entreprises. Le défaut d'immatriculation a pour effet que la société en commandite devienne une société en participation.

## Droit suisse
La société en commandite est réglée par les articles 594 à 619 du Code des obligations. Son régime est largement calqué sur celui de la société en nom collectif des articles 552 à 593, applicables à titre subsidiaire par renvoi de l'article 598 al. 2 COS.
Au sens de l'article 594, cette société est celle que contractent deux ou plusieurs personnes pour faire le commerce, exploiter une fabrique ou exercer une autre industrie quelconque en la forme commerciale. Elle est caractérisée par le fait qu'un associé au moins (A.I.R. ; le commandité) est indéfiniment responsable, alors qu'un ou plusieurs autres (les commanditaires) ne sont tenus qu'à hauteur d'un apport déterminé. Cet apport est alors, en langage juridique suisse, nommé la commandite.